# Saline (Louisiana)
Saline és una població dels Estats Units a l'estat de Louisiana. Segons el cens del 2000 tenia 296 habitants.

## Demografia
Segons el cens del 2000, Saline tenia 296 habitants, 111 habitatges, i 85 famílies. La densitat de població era de 96,9 habitants/km².
Dels 111 habitatges en un 36,9% hi vivien nens de menys de 18 anys, en un 53,2% hi vivien parelles casades, en un 16,2% dones solteres, i en un 23,4% no eren unitats familiars. En el 23,4% dels habitatges hi vivien persones soles el 14,4% de les quals corresponia a persones de 65 anys o més que vivien soles. El nombre mitjà de persones vivint en cada habitatge era de 2,67 i el nombre mitjà de persones que vivien en cada família era de 3,13.
Per edats la població es repartia de la següent manera: un 30,1% tenia menys de 18 anys, un 9,5% entre 18 i 24, un 25% entre 25 i 44, un 19,9% de 45 a 60 i un 15,5% 65 anys o més.
L'edat mediana era de 35 anys. Per cada 100 dones de 18 o més anys hi havia 91,7 homes.
La renda mediana per habitatge era de 26.500 $ i la renda mediana per família de 31.250 $. Els homes tenien una renda mediana de 26.458 $ mentre que les dones 16.719 $. La renda per capita de la població era d'11.364 $. Entorn del 17,3% de les famílies i el 21,9% de la població estaven per davall del llindar de pobresa.

## Poblacions més properes
El següent diagrama mostra les poblacions més properes.